# Художественный клуб Цинциннати
Художественный клуб Цинциннати (англ. Cincinnati Art Club) — одно из старейших, действующее по настоящее время художественное сообщество (клуб) в США.
Клуб был создан в 1890 году с целью «распространения знаний и любви к искусству через образование» («advancing the knowledge and love of art through education»). Клуб выполняет свою миссию посредством выставок, лекций, практических занятий по рисованию; у него имеется собственная художественной библиотека, клуб присуждает также студенческие стипендии.

## История и деятельность
Во второй половине 1800-х годов активная группа художников основала в Цинциннати небольшой собственный «Монмартр». Другая группа художников организовала неформальный клуб Cincinnati Sketch Club, имеющий истоки в студии Джона Реттига (John Rettig, 1855—1932). Общее объединение свободных художников образовалось 15 марта 1890 года и стало называться Художественный клуб Цинциннати. Его первым президентом стал Джон Реттиг, членами клуба были 13 художников. Устав клуба был принят в 1892 году.
Клуб быстро развивался и за год после основания он достиг 32 активных и 36 ассоциированных членов. Первоначально художественное сообщество было по своей природе богемным, оно не имело постоянного места нахождения, его члены собирался в собственных домах или студиях. В 1907 году клуб переехал в собственное здание (Harrison building), которое стало привлекательным местом для художников Среднего Запада. В 1923 году на улице Third Street был приобретен новый клубный дом.
Членство в клубе до 1979 года было ограничено мужчинами, после чего в него стали включать и женщин. Как исключение, в 1913 году первой женщиной, допущенной в Художественный клуб Цинциннати, стала Корнелия Дэвис.
В числе известных членов клуба были: Фрэнк Дювенек, Анри Фарни, Чарльз Кэлин, Уинзор Маккей, Эдуард Потхаст.
С 1890 по 2012 годы президентами Художественного клуба Цинциннати было более шестидесяти человек, только несколько из них — дважды. В настоящее время президентом является Donald A. Schuster.